# Josep Anton Rosell Pujol
Josep Anton Rosell Pujol, (Lérida, 1938-Tarragona, 30 de julio de 2018) fue un periodista y escritor español. Fundador del Diario de Lérida, director de La Mañana y fundador y director de El Periódico de Andorra.

## Biografía
Comenzó su trayectoria periodística en su Lérida natal, fundando el Diario de Lérida, y dirigiendo posteriormente La Mañana (1979-1984). También fue presidente de la asociación local de Prensa, Radio y Televisión. Durante el gobierno de Felipe González fue nombrado jefe de comunicación de la Delegación del Gobierno en Cataluña. En esa época tuvo que gestionar los comunicados relativos a hechos tan trágicos como los atentados contra la casa cuartel de Vich y de Hipercor o tan relevantes como los Juegos Olímpicos de 1992.
En 1997 se instaló en Andorra para poner en marcha El Periódico de Andorra, rotativo impulsado por el Grupo Zeta, en el que trabajó hasta su jubilación en 2010. Simultáneamente, desde la década de 1990 también colaboró con la Radio Televisión de Andorra (RTVA). Gran aficionado al séptimo arte, presentó entre 2001 y 2005 en la RTVA, el programa 'La Fábrica de sueños', dedicado a los clásicos del cine. Posteriormente también dirigió los espacios 'Interiores' e 'Identidades', programa que fue galardonado con el Premio Tristaina en 2012. Dos de sus hijos trabajan en el mundo de la comunicación en Andorra.
Su actividad periodística no le impidió colaborar con las Universidades de Barcelona y Andorra.

## Publicaciones
- La Niebla.[5] Traducido al catalán: La boira, con Marta Colell (Pages, 2009)
- Yo no soy de Barcelona. Traducido al catalán: Jo no sóc de Barcelona, con Albert Villaró, Antonio Orensanz Pi, Pau Echauz Font, Rosa M. Bosch Capdevila, Jordi Mulet Cateura y Josep Maria Fonalleras Codony (Planeta, 2000)[6]